# Tiffany Shepis
Tiffany Shepis est une actrice américaine, née le 11 septembre 1979 à New York.

## Biographie
Tiffany Shepis utilise parfois le pseudonyme de Vanessa Lynch. Elle s'est spécialisée dans les films érotico-horreurs et tourne régulièrement des scènes lesbiennes comme dans Detour avec Renee Madison Cole, dans Dorm of the Dead avec Heidi Martinuzzi, dans Nympha avec Caroline De Cristofaro ou dans Hoodoo for Voodoo.

## Filmographie

### Cinéma
- 1996 : Tromeo and Juliet : Peter
- 1998 : Shampoo Horns : Amy
- 1999 : Terror Firmer
- 1999 : Chickboxin Underground : Xerxes
- 1999 : Some Fish Can Fly : Partier
- 2000 : Emmanuelle 2000: Emmanuelle's Intimate Encounters (vidéo) : Janice
- 2000 : Everything for a Reason : Joanne
- 2000 : Citizen Toxie: The Toxic Avenger IV : Beautiful Interpretative Dancer
- 2002 : Scarecrow (vidéo) : Judy Patterson
- 2002 : Death Factory (vidéo) : Alexa
- 2002 : Smoke Pot Till You Fucking Die (vidéo) : Maya
- 2002 : Ted Bundy : Tina Gabler
- 2002 : Embrace the Darkness 3 (vidéo) : Anna
- 2002 : Vinyl Dolls (vidéo) : Finola
- 2003 : Parts of the Family (vidéo) : BDSM Freak in Bed
- 2003 : Meurtre sanglant 2 (vidéo) : Angela
- 2003 : Emmanuelle 2000: Emmanuelle Pie (vidéo) : Biker Chick
- 2003 : Delta Delta Die! (vidéo) : Patrice
- 2003 : Urban Cannibals (The Ghouls)
- 2003 : Detour (vidéo) : Tiffany
- 2004 : Devils Moon (vidéo) : Zelda
- 2004 : The Hazing : Marsha Glazer
- 2004 : The Deviants : Marina the Nudist
- 2004 : Corpses (vidéo) : Rhonda Winston
- 2005 : Boobies (vidéo) : Bar Photo
- 2005 : The Basement : Steph
- 2006 : Revenge Live
- 2006 : The Sugar Creek Killer : Cat
- 2006 : Hoodoo for Voodoo : Ayida
- 2006 : Abominable : Tracy
- 2006 : Dorm of the Dead (vidéo) : Amy
- 2006 : Nightmare Man : Mia
- 2006 : Man vs. Woman : Woman
- 2007 : Zombies! Zombies! Zombies! (vidéo) : Tiffany
- 2007 : Pretty Cool Too : Tracy
- 2007 : Nympha : Sarah
- 2007 : Home Sick : Candice
- 2007 : Visions of Horror (vidéo) : Host
- 2007 : Neowolf : Girl Groupie
- 2007 : Kiss Your Ass Goodbye : Bowler Girl
- 2007 : Blood Oath (vidéo) : Janet
- 2008 : Dark Reel : Cassie Blue
- 2008 : Bryan Loves You : Cindy
- 2008 : Bonnie & Clyde vs. Dracula : Bonnie
- 2008 : Rule of Three : Dana
- 2008 : Live Evil : Spider
- 2008 : Basement Jack : Officer Armando
- 2008 : The Queen of Screams : Naomi Stewart
- 2008 : Zombthology : Tiffany
- 2009 : Night of the Demons : Diana
- 2009 : Blood De Madam : The Fallen Ones : Teresa
- 2009 : Thorns from a Rose : Laurie
- 2010 : The Violent Kind : Michelle
- 2010 : New Terminal Hotel : Ava Collins
- 2010 : Neowolf : Groupie Girl
- 2010 : Cyrus : Jill Danser
- 2010 : The Prometheus Project : Elizabeth
- 2011 : Insignifiant Celluloid : Tiffany Shepis
- 2011 : Psycho Street : Leyla Barker (segment Come on Down)
- 2011 : Beg : Alice Monroe
- 2011 : Dirty Little Trick : Kelly
- 2011 : Bleed 4 Me : Lady Black
- 2011 : Monsterpiece Theatre Volume 1 : Jordan (segment Moonlighting)
- 2011 : Blocked : Julie Cruz
- 2012 : Paranoia : Sherry
- 2012 : A Beer Tale : Football Goddess Jane
- 2012 : Becky's the Boss : Dionysia
- 2012 : Mountain Mafia : Tara
- 2012 : Dropping Evil : Dionysia
- 2013 : Axeman at Cutter's Creek : Denise
- 2013 : Wrath of the Crows : Princess
- 2013 : The Maladjusted : Fiona
- 2013 : Hallow's Eve : Sarah
- 2013 : Milwood : Katherine Rizzo
- 2013 : Exit to Hell : Jenna
- 2014 : The Morningside Monster : Klara Austin
- 2014 : The Ark of the Witch : Sheri
- 2014 : Axeman at Cutter's Creek : Denise
- 2014 : The Pick-Axe Murders Part III: The Final Chapter : Adrienne
- 2014 : The Dance : Lisa
- 2015 : Chasing Yesterday : Miss Mackey
- 2015 : Caesar and Otto's Paranormal Halloween : Jamie Tremain
- 2015 : Tales of Halloween : Maria (segement Trick)
- 2015 : Doctor Spine : Darla
- 2016 : She Wolf Rising : Gina Skylar
- 2016 : My Uncle John Is a Zombie! : Jenny Blaze
- 2016 : Model Hunger : Debbie Lombardo
- 2017 : La nuit des clowns tueurs : Stacy
- 2017 : Mayhem : Légitime Vengeance
- 2017 : Asylum of Darkness : Hope
- 2017 : The Black Room : Monica
- 2017 : Victor Crowley : Casey
- 2017 : Death House : Dr Peter
- 2017 : Sludge : Donna
- 2017 : Psychotronic Fiction the Movie : Jennifer
- 2018 : Ouija House : Claire
- 2018 : Strange Nature : Tina Stevens
- 2018 : Killer Kate! : Christine
- 2018 : Texas Cotton : Alexa Boozer
- 2019 : Deathcember : Claire (segment All Sales Fatal)
- 2020 : Star Light : Dorothy
- 2020 : Tenets of the Maladjusted : Fiona
- 2020 : Intrusion: Disconnected : Laura Braden
- 2020 : Axeman: Redux : Denise
- 2020 : Tar : Marigold
- 2021 : Knifecorp : Mrs. Morales
- 2021 : Uploaded : Kathy
- 2021 : Eerie Earfuls: Haunted Sounds of Halloween Night : The Ghost of Isabelle Lament
- 2021 : Killer Babes and the Frightening Film Fiasco : Huntress Harley
- 2022 : Half Dead Fred : Mary Anne
- 2023 : Bad Connection : Abigail Jackson

### Télévision
- 1997 : The Tromaville Café (série TV) : Bulimia / Dementia
- 1997 : Sgt. Kabukiman Public Service Announcement (TV) : Daddy's Little Girl
- 2000 : Troma's Edge TV (série TV) (1 épisode) : Sergent Stavros
- 2014 : Sharknado 2: The Second One : Chrissie
- 2016 : 12 Monkeys (série TV) : Bullimia
- 2016-2019 : Robot Chicken (série TV) (2 épisodes) : Sally / Eve/ The Nun (voix)
- 2021 : Happy Slashers (série TV) : Morticia (voix)